# Sport aan tafel
Sport aan tafel was een praatprogramma over sport van RTL 5 en werd gepresenteerd door Ruud ter Weijden. Wisselende gasten bespraken de actualiteiten uit de sportwereld. Vaste gasten waren Johan Derksen, Hugo Camps en Jan Mulder. Het werd geproduceerd door Endemol. RTL 5 bracht in navolging van het succes ook Nieuws aan tafel.
HMG/RTL besloot in 2001 om het programma vanwege financiële redenen zelf te gaan produceren. RTL mocht van Endemol de naam van het programma niet blijven gebruiken. RTL kwam daarop met Sunday United. Dit programma leek erg op Sport aan tafel en na een kort geding dat door Endemol werd aangespannen moest RTL 5 hiermee stoppen. Het programma werd opgevolgd door Voetbal Insite.